# Berety w British Army

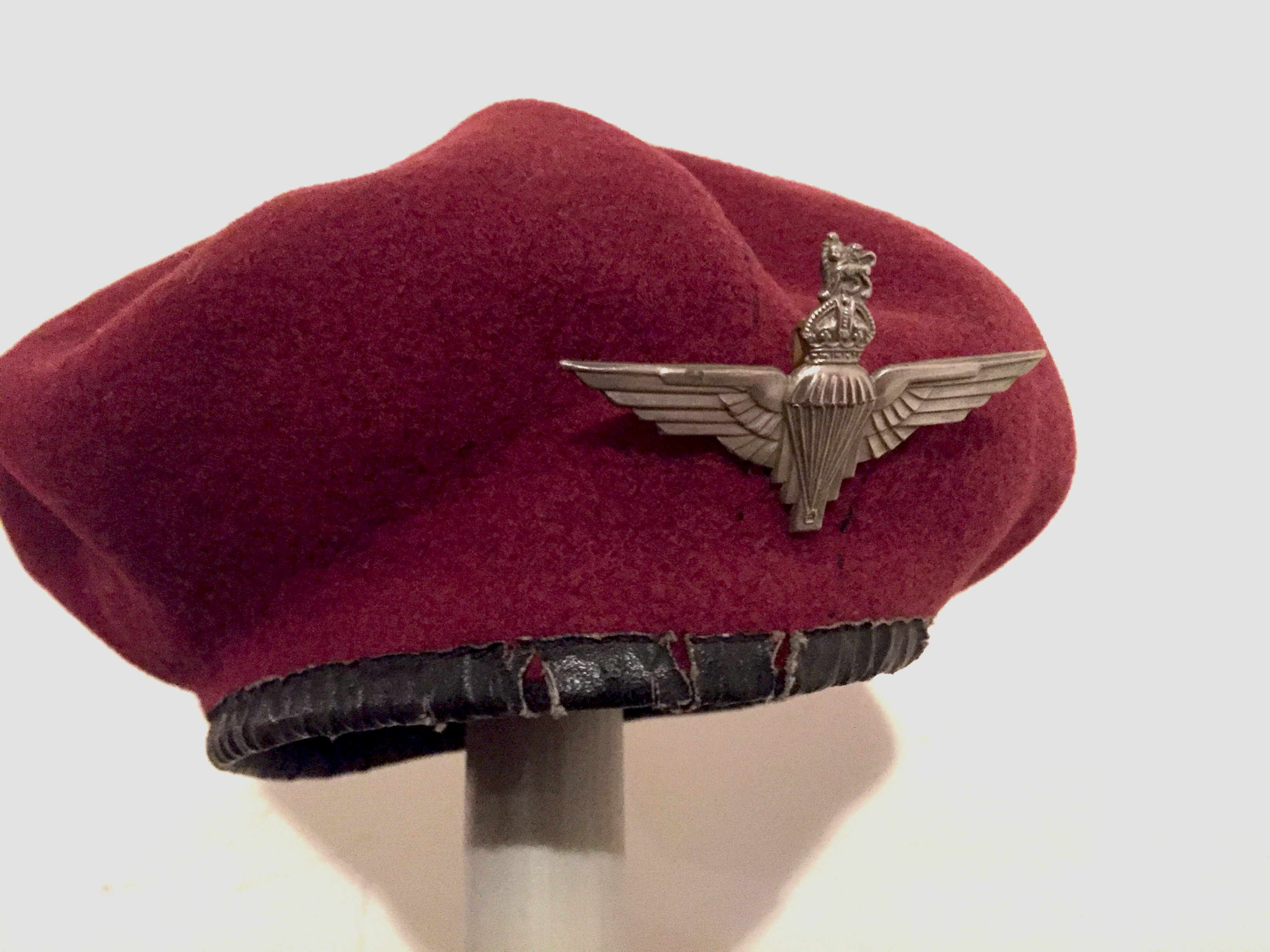
Beret 1 Dywizji Powietrznodesantowej z okresu II wojny światowej

Berety w British Army – nakrycie głowy będące częścią munduru żołnierza British Army.

## Historia

### Okres międzywojenny
Pierwsze berety w British Army pojawiły się w roku 1924. Po wspólnych ćwiczeniach czołgistów należących do Royal Tank Regiment  z elitarną jednostką strzelców alpejskich z armii francuskiej dowódca Brytyjczyków Major-General Sir Hugh Elles stwierdził, że berety świetnie nadawałyby się dla czołgistów. Nowo wprowadzone berety zostały zaprojektowane na wzór szkockiego TOS. Ostatecznie nowe berety zostały zaakceptowane przez króla Jerzego V 5 marca 1924 roku i trafiły na wyposażenie czołgistów (początkowo tylko Royal Tank Regiment, w 1940 wyposażono w cały Królewski Regiment Pancerny).

### II wojna światowa

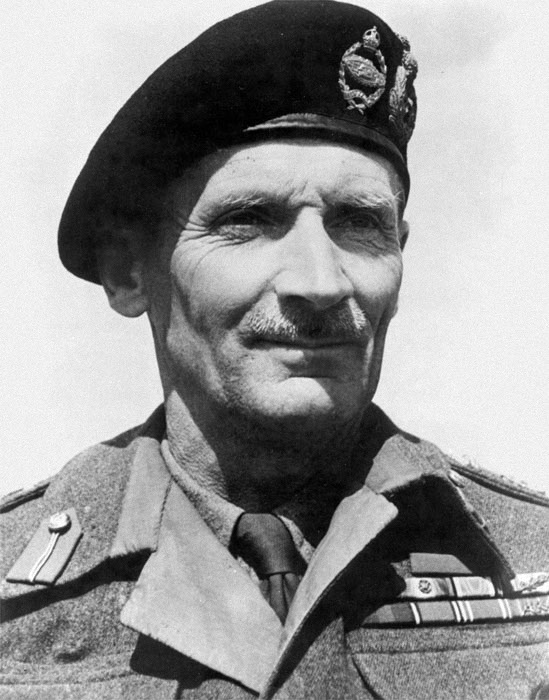
Marszałek Montgomery w czarnym berecie Royal Tank Regiment

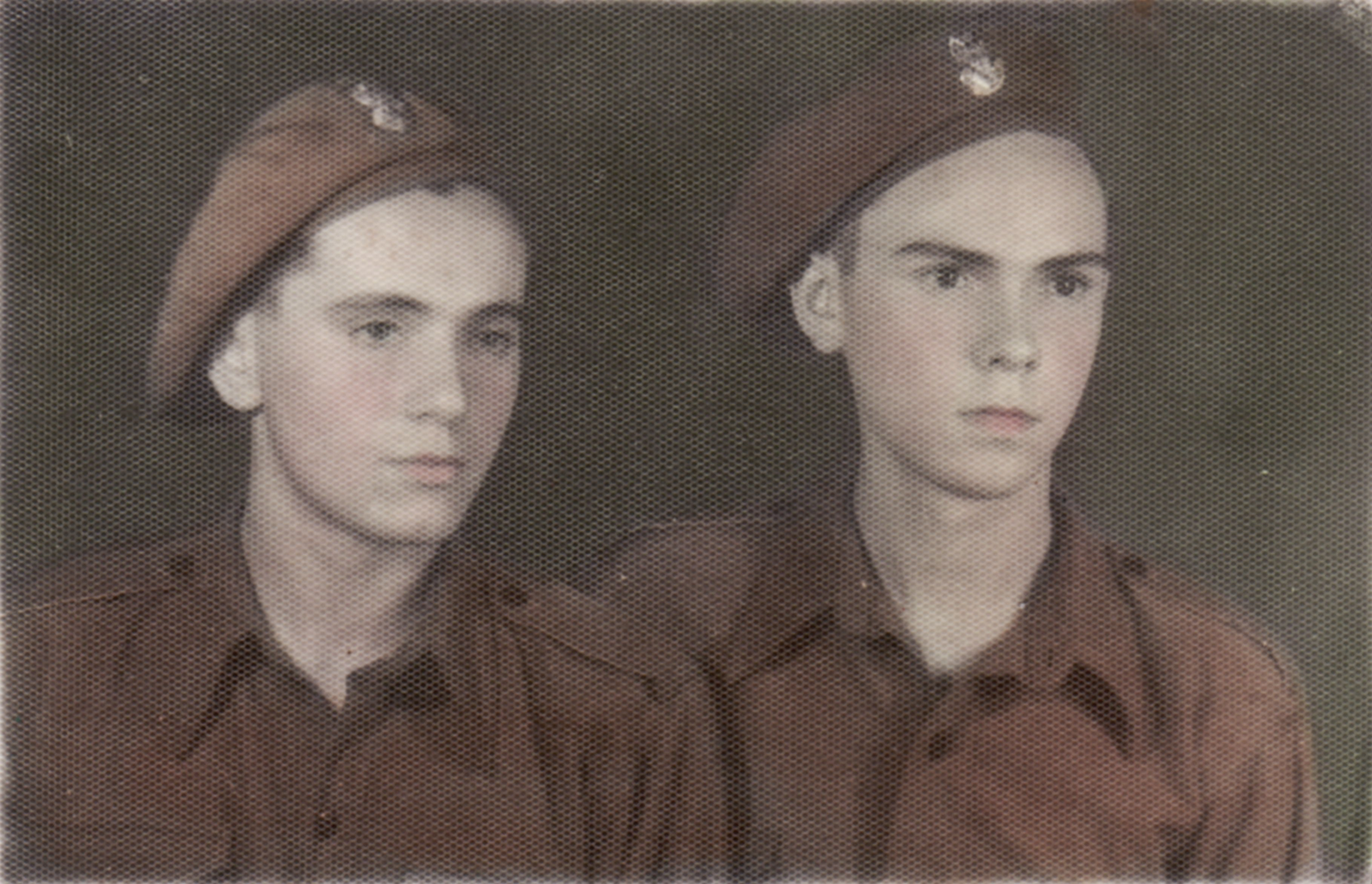
Polscy żołnierze w beretach General Service Cap

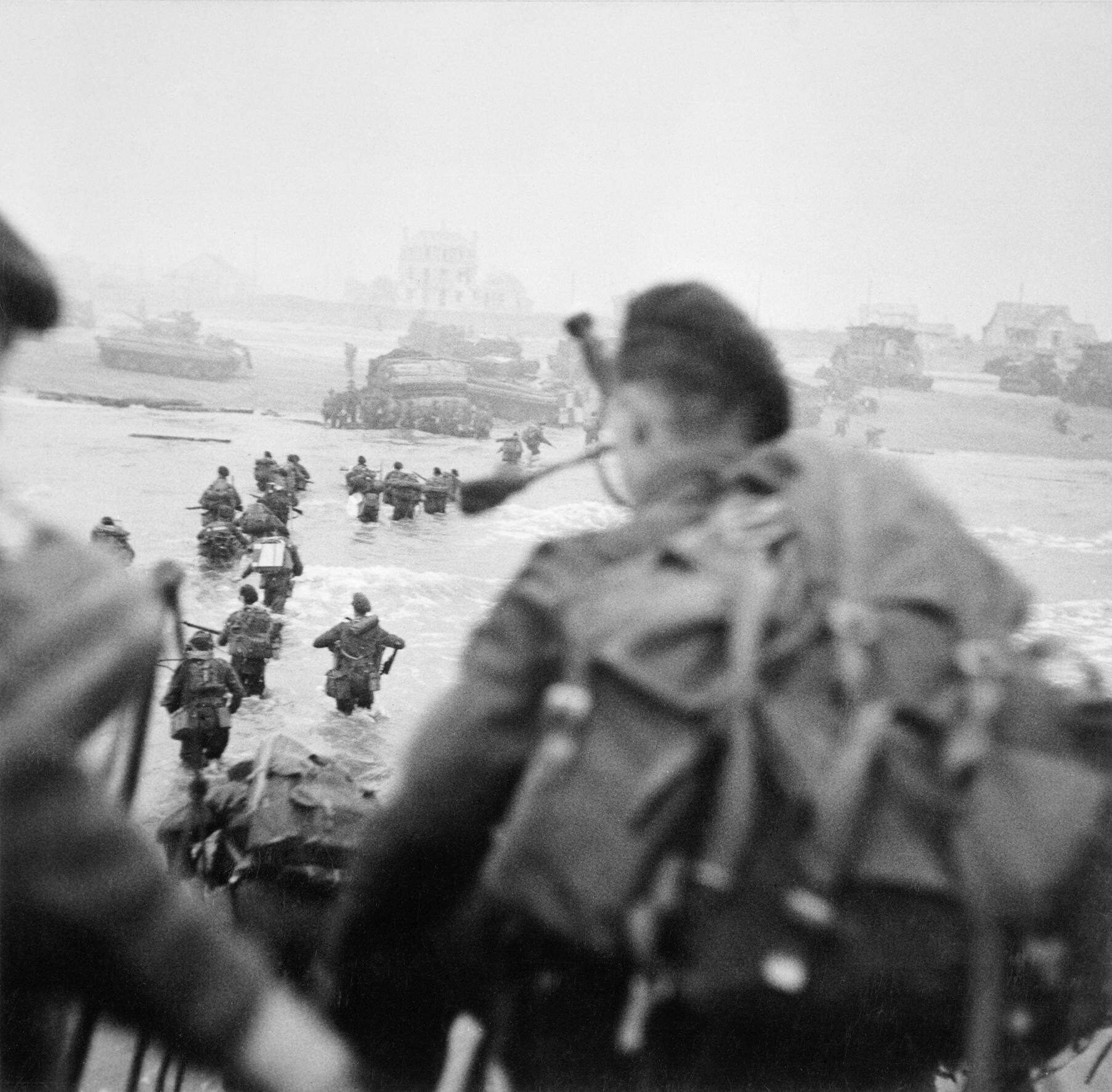
Brytyjscy komandosi podczas lądowania w Normandii, widoczne berety

W czasie II wojny światowej berety zyskały na popularności, zaczęli je nosić także spadochroniarze i 
komandosi. Jednak w roku 1943 wprowadzono nowe berety dla całej armii – General Service Cap w kolorze khaki. Zastąpiły one furażerki Field Service Cap. Nowe berety były wzorowane na beretach szkockich – balmoral bonnet, jednakże nie cieszyły się wielką popularnością. Berety te trafiły również do jednostek Polskich Sił Zbrojnych na Zachodzie.

### Współcześnie

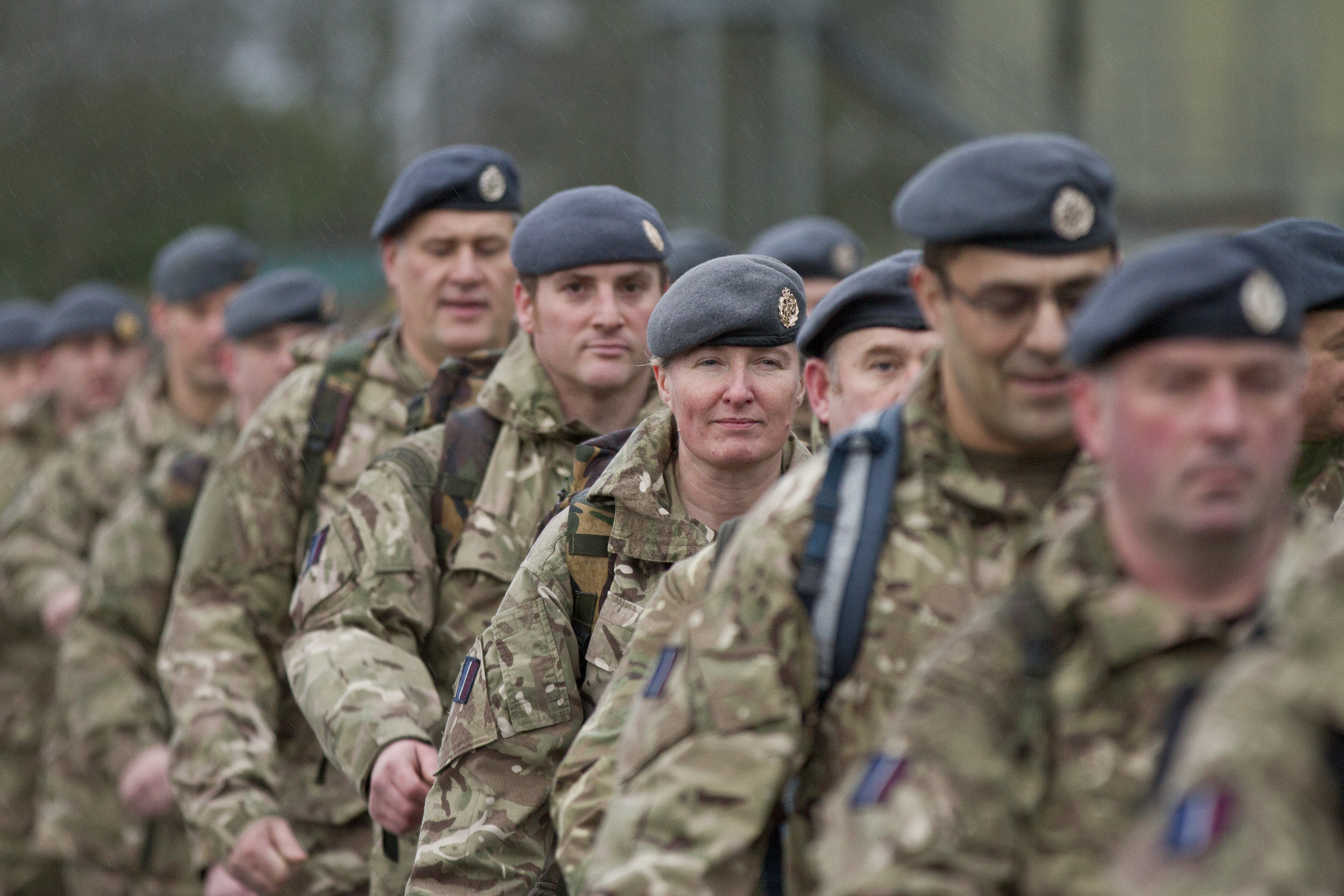
Żołnierze RAF w beretach (2014 r.)

Po II wojnie światowej wprowadzono nowy typ beretu. Zastąpił on używane dotąd GS Cap i jest używany do dziś. W nowe berety wyposażono wszystkie jednostki British Army z wyjątkiem Royal Regiment of Scotland i Royal Irish Regiment.
Aktualnie żołnierze armii brytyjskiej noszą berety w kolorach:
- khaki – Foot Guards, Honourable Artillery Company, Princess of Wales's Royal Regiment, Royal Anglian Regiment, Royal Gibraltar Regiment, Duke of Lancaster's Regiment, Royal Welsh, Yorkshire Regiment, Mercian Regiment, 4/73 (Sphinx) Special OP Battery Royal Artillery
- jasnoszary – Royal Scots Dragoon Guards
- ciemnoszary – Queen Alexandra's Royal Army Nursing Corps
- brązowy – King's Royal Hussars, Royal Wessex Yeomanry
- czarny – Royal Tank Regiment, W (Westminster Dragoons) Squadron, Royal Yeomanry
- dark (Rifle) green – The Rifles, Royal Gurkha Rifles, Small Arms School Corps, Essex Yeomanry, King's African Rifles
- bordowy – Parachute Regiment, wszyscy żołnierze służący w 16 Air Assault Brigade
- beżowy – Special Air Service, także żołnierze którzy są dołączeni do SASu ale nie przeszli selekcji
- emerald grey – Special Reconnaissance Regiment
- cambridge blue – Army Air Corps
- cypress green – Intelligence Corps
- szkarłatny – Royal Military Police
- zielony – Adjutant General's Corps (z wyjątkiem Royal Military Police, którzy noszą beret w kolorze Scarlet; Army Legal Services Branch który nosi czarny beret oraz Military Provost Staff, który nosi beret w kolorze Navy Blue), Military Provost Guard Service
- navy blue – beret noszony przez żołnierzy wszystkich innych jednostek (które nie zostały wymienione z wyjątkiem Royal Regiment of Scotland oraz Royal Irish Regiment, które noszą własne wersje beretów: TOS oraz Caubeen)
- lovat green – żołnierze, którzy przeszli kurs Commando, oraz żołnierze Special Boat Service
- błękit ONZ – wszyscy żołnierze wysłani na misję ONZ

#### TOS
Po II wojnie światowej w oddziałach Royal Regiment of Scotland wprowadzono swoje własne berety - Tam o'Shanter. Są to tradycyjne szkockie berety wykonane z wełny w kolorze zieleni. Poszczególne bataliony regimentu rozróżnia kolor piórka (tzw. hackle).

#### Caubeen
Caubeen jest przepisowym beretem w Royal Irish Regiment. Jego kształt wywodzi się od nakrycia głowy noszonego przez irlandzkich chłopów. Berety są koloru ciemnozielonego, posiadają przyczepioną srebrną odznakę Royal Irish Regiment oraz zielone piórko.